# Reprisal Scars
Reprisal Scars ist eine finnische Melodic-Death- und Thrash-Metal-Band aus Jyväskylä, die im Jahr 2003 gegründet wurde, sich 2011 auflöste und seit 2014 wieder aktiv ist.

## Geschichte
Reprisal Scars wurde im Herbst 2003 im Rock-Club Tanssisali Lutakko von dem Gitarristen Joonas Paananen und dem Bassisten Ville Halonen ursprünglich als Coverband gegründet. Ergänzt wurde die Besetzung durch den Sänger Jyrki Markkanen und den Bassisten M. Paananen. Alle Bandmitglieder waren auch Angestellte des Clubs. Etwa acht Monate später erschien im Januar 2004 ein erstes Demo. Im Sommer kam Tuomas Kumpulainen als neuer Bassist hinzu. Als zweiter Gitarrist war Santtu Rautio kurzzeitig in der Besetzung, ehe dieser wiederum durch J. Humalajärvi ersetzt wurde. Im Jahr 2005 folgte ein zweites Demo unter dem Namen Evidence. Von dem Demo setzten sich über 1.000 Einheiten ab. Die Veröffentlichung wurde zum „Demo der Woche“ bei dem nationalen Radiosender YleX ernannt. Dadurch konnte die Band eine größere Aufmerksamkeit auf sich ziehen. Am 8. April hielt die Band in Yökemia ihren ersten Auftritt vor 40 bis 50 Leuten ab. Im folgenden Sommer ruhte die Aktivität der Band, da sich die Mitglieder anderen Dingen widmen mussten. Im Herbst gab der in eine andere Stadt ziehende Humalajärvi sein Ausscheiden bekannt. Daraufhin kehrte Rautio zurück und nahm diesen Posten ein. Nach Proben im Sommer 2006 standen im August ein paar Auftritte an. Nach der Teilnahme am Lutakko Liekeissä Festival begab sich die Band ins Studio Watercastle, um dort das dritte Demo Done Is Done aufzunehmen. Diesmal wurden rund 1.400 Stück verkauft. Durch das Demo konnte die Band ihre Bekanntheit weiter steigern, zum Beispiel wurden nun Songs in ganz Europa im Radio eingesetzt. Nach der Veröffentlichung wurde eine Europatournee mit Heavy Metal Perse durchgeführt. Die Tournee bestand aus sieben Auftritten in sechs Städten und fand im August sowie im September 2006 statt. Insgesamt wurden, um das Demo zu bewerben, über 30 Konzerte gegeben. Bei einem Auftritt auf dem Äknepop Festival konnte Rautio nicht teilnehmen, weshalb die Band hier mit einem Ersatz-Gitarristen spielen musste. 2007 hielt die Band weitere Auftritte ab, zugleich schrieb sie neue Lieder. Im Februar verließ der Sänger Jyrki Markkanen die Gruppe, woraufhin er durch Teemu Kupari ersetzt wurde. Im Januar 2008 erschien die EP Dead End Road. Der Tonträger wurde erneut von YleX zum „Demo der Woche“ gekürt. Kurz nach den Aufnahmen hatte der Gitarrist Rautio die Besetzung verlassen, um sich seiner anderen Band Obscurant widmen zu können. Sein letzter Auftritt war das Konzert anlässlich der Veröffentlichung von Dead End Road im Club Lutakko. Nach dem nächsten Auftritt schied der Sänger Teemu Kupari aufgrund seiner zeitlichen Verpflichtung zu Arbeit und Studium aus, woraufhin die Gruppe bis Sommer 2008 pausierte. Danach wurde unter der Leitung von Hannu Honkonen im Studio Noiseworks das Debütalbum der Band aufgenommen. Die Arbeiten dauerten rund acht Wochen vom 13. Juli bis 10. August. Als weitere Mitglieder kamen die beiden Gitarristen der Band Venthole hinzu: Sakari „Sakke“ Paavola übernahm den Gesang, während Tuomas „Reuhka“ Kauppinen auch hier die E-Gitarre spielte. Vor den Aufnahmen hatte die Band mit diesen beiden Mitgliedern sieben Wochen lang geprobt, wobei fünf neue Songs entstanden waren. Somit hatte die Band insgesamt 13 Songs zum Einspielen zur Verfügung. Das Album erschien im November 2008 bei Violent Journey Records unter dem Namen Killing Art Of Self-Deception. Es belegte die siebte Position in der Kategorie „Best Finnish Newcomer“ bei den Finnish Metal Awards. Während dieser Zeit war die Band live aktiv und war auf ein paar Festivals zu sehen. Nach der 2010er EP Is This the Next Last Day kam es am 11. Januar 2011 zur Auflösung der Band, da Kauppinen das Land aus Arbeitsgründen verlassen musste und die weiteren Bandmitglieder ihn nicht ersetzen wollten. 
Für einen vereinzelten Auftritt auf dem Selviytyjät Private Metal Festival kamen Paavola, Halonen, Paananen und Kauppinen noch einmal – das erste Mal seit 2008 – zusammen, denn es handelte sich dabei um den insgesamt 50. der Bandhistorie. Dem Zuspruch der Festivalbesucher war es zu verdanken, dass Reprisal Scars ein paar Monate später wieder als dauerhafte Band in Erscheinung trat.

## Stil
Thomas von Metal.de schrieb in seiner Rezension zu Evidence, dass hierauf Melodic Death Metal zu hören ist, wobei der Death-Metal-Anteil sich hauptsächlich auf die Growls beschränke. Ansonsten könne man die Musik eher dem klassischen Heavy Metal zuordnen, wobei Gemeinsamkeiten mit Iron Maiden vorhanden seien. Die Songs seien meist mittelschnell und die Riffs sowie Liedstrukturen einfach gehalten. Gelegentlich seien auch klangliche Parallelen zu Crematory erkennbar. In einer weiteren Rezension zu Done Is Done wurde festgestellt, dass hierauf Melodic Death Metal im schwedischen Stil zu hören ist. In den Liedern verarbeite die Gruppe „schöne Twinaxe-Melodien mit kernigen Boller-Riffs“, schwanke zwischen klassischem und modernem Metal und sei auch „urwüchsigem Death Metal“ nicht abgeneigt. Als Gesang werde Growling und Screaming eingesetzt. Auf dem Demo spiele die Gruppe „recht gefällige, technisch tadellose und mit einem fetten Sound versehene Liedchen“. Das Schlagzeugspiel klinge künstlich und erinnere eher an einen Drumcomputer. Insgesamt schaffe es die Gruppe nicht, eigenständig zu klingen. Luxi Lahtinen von metal-rules.com ordnete die Band in seiner Killing-Art-of-Self-Deception-Rezension dem modernen Death- und Thrash-Metal zu. Man fahre dort fort, wo man bei Dead End Road aufgehört habe. Durch den Einsatz eines anderen Sängers und eines weiteren Gitarristen klinge die Musik jedoch etwas anders. Die Growls seien weniger kraftvoll und auf Dauer monoton. Auf dem Album vermische man „tödliche“ und „heavy“ Riffs mit eingängigen Melodien.

## Diskografie
- 2004: Demo 2004 (Demo, Eigenveröffentlichung)
- 2005: Evidence (Demo, Eigenveröffentlichung)
- 2006: Done Is Done (Demo, Eigenveröffentlichung)
- 2008: Dead End Road (EP, Eigenveröffentlichung)
- 2008: Killing Art of Self-Deception (Album, Violent Journey Records)
- 2010: Is This the Next Last Day (EP, Eigenveröffentlichung)